# Monadenia fidelis
Monadenia fidelis är en snäckart som först beskrevs av John Edward Gray 1834.  Monadenia fidelis ingår i släktet Monadenia och familjen busksnäckor. Inga underarter finns listade i Catalogue of Life.

## Bildgalleri

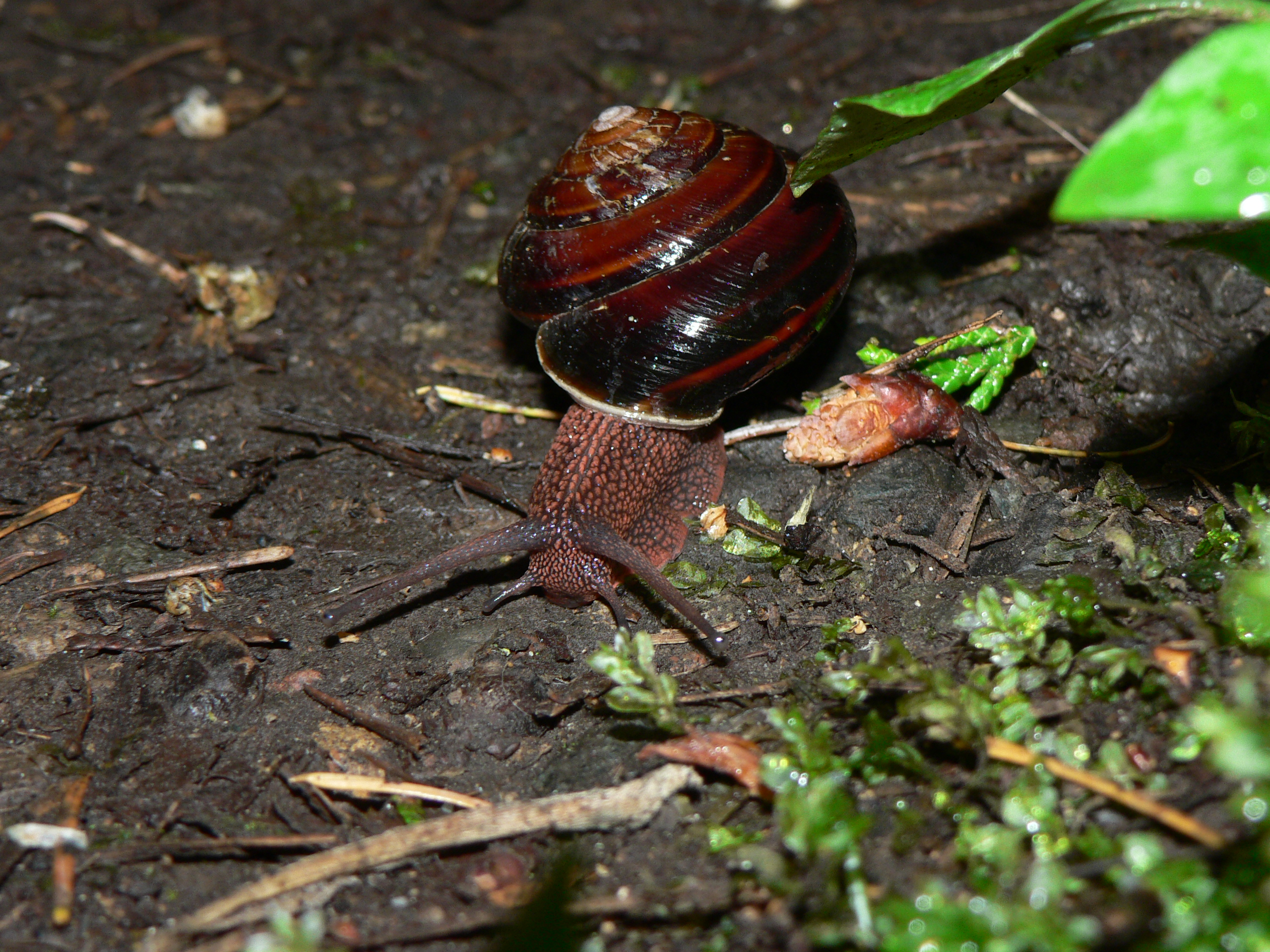
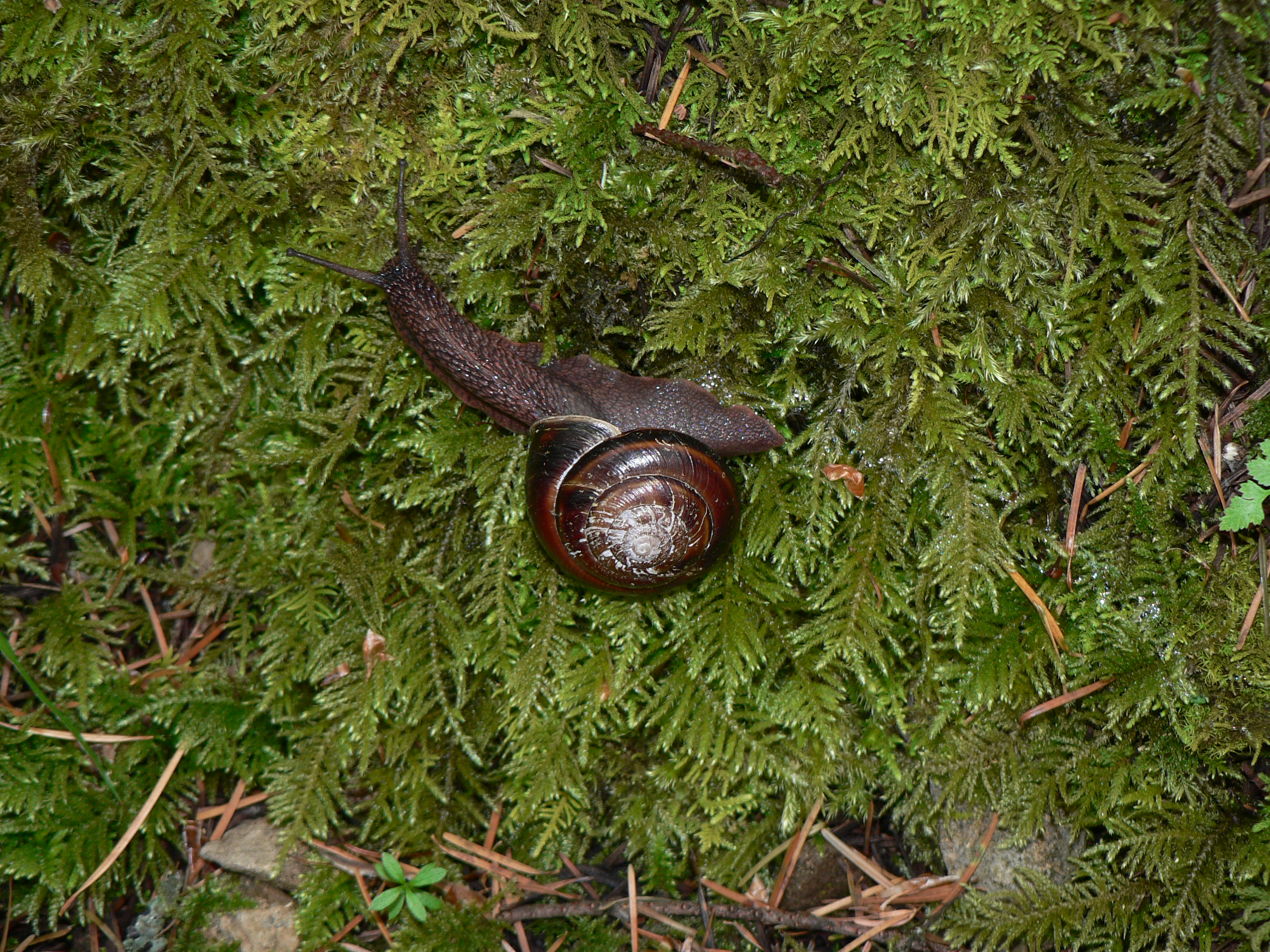
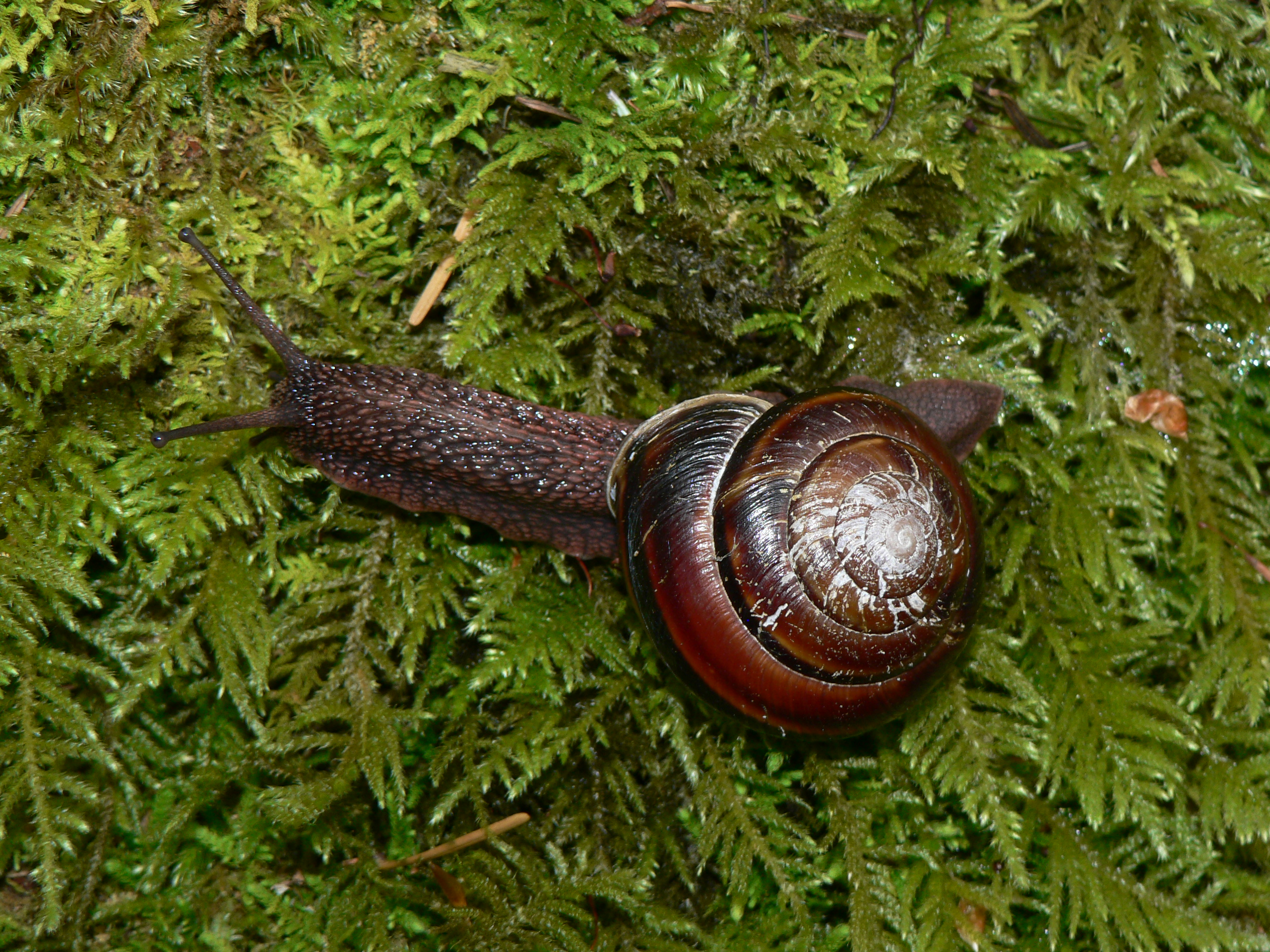
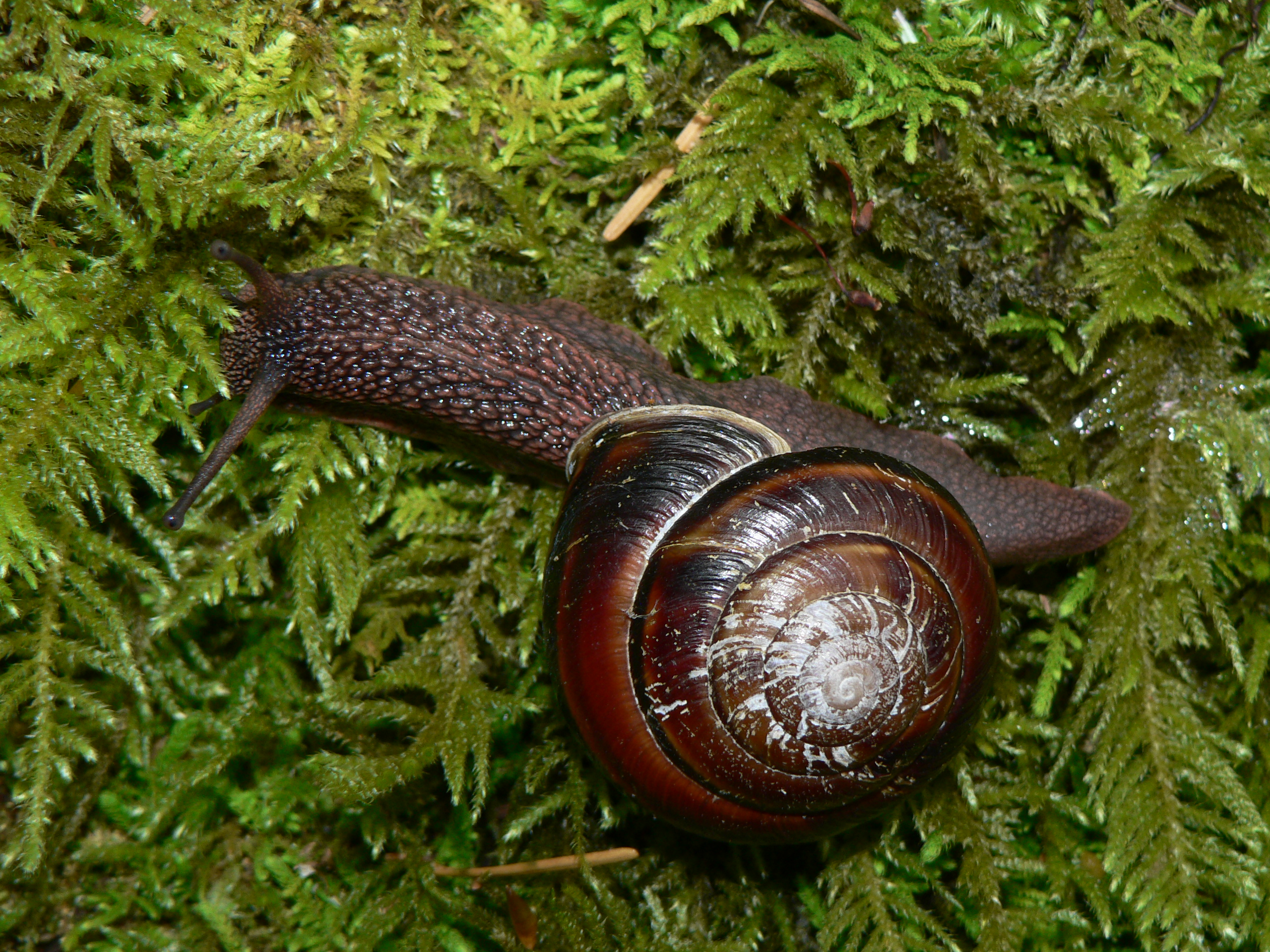
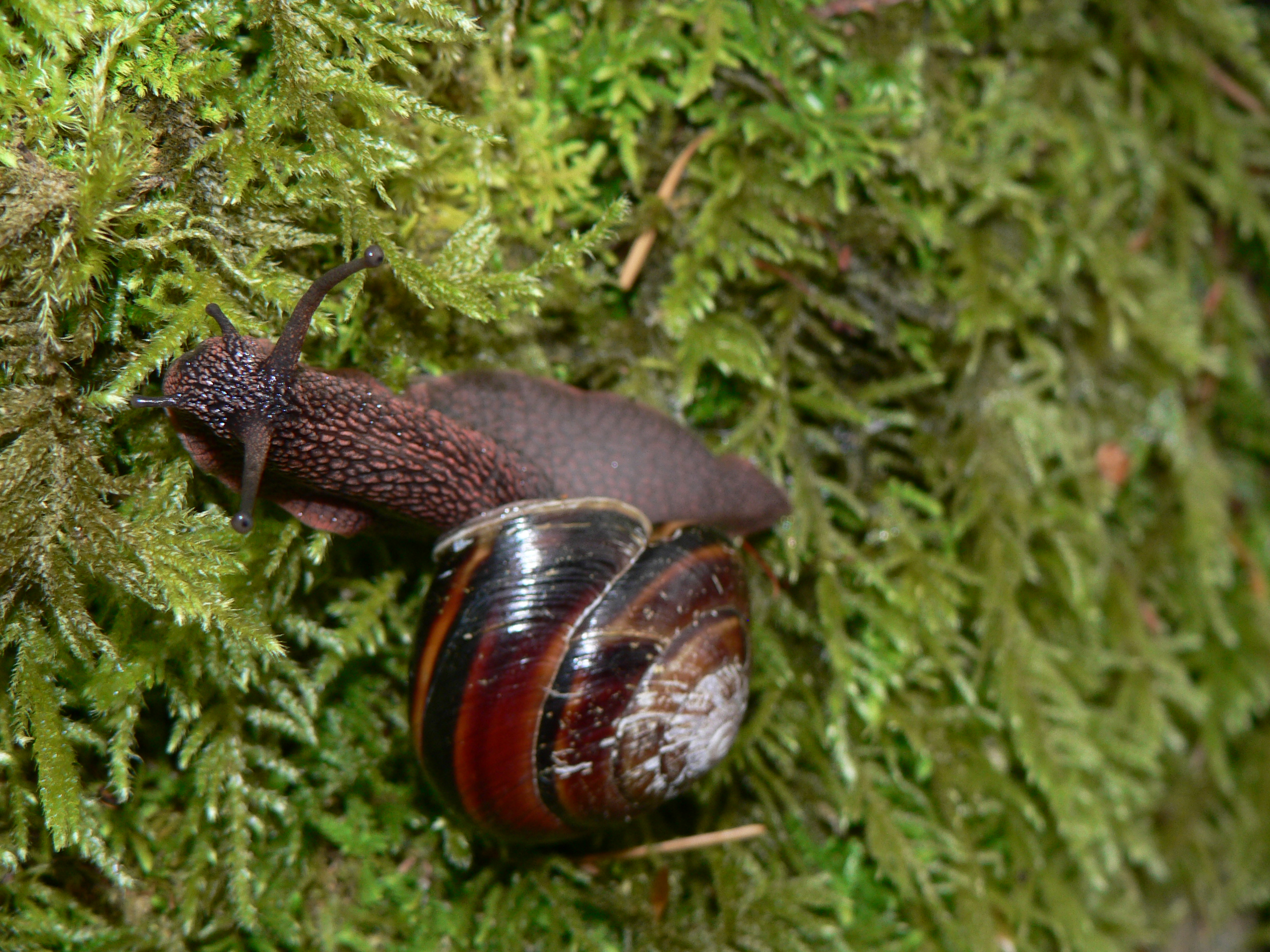
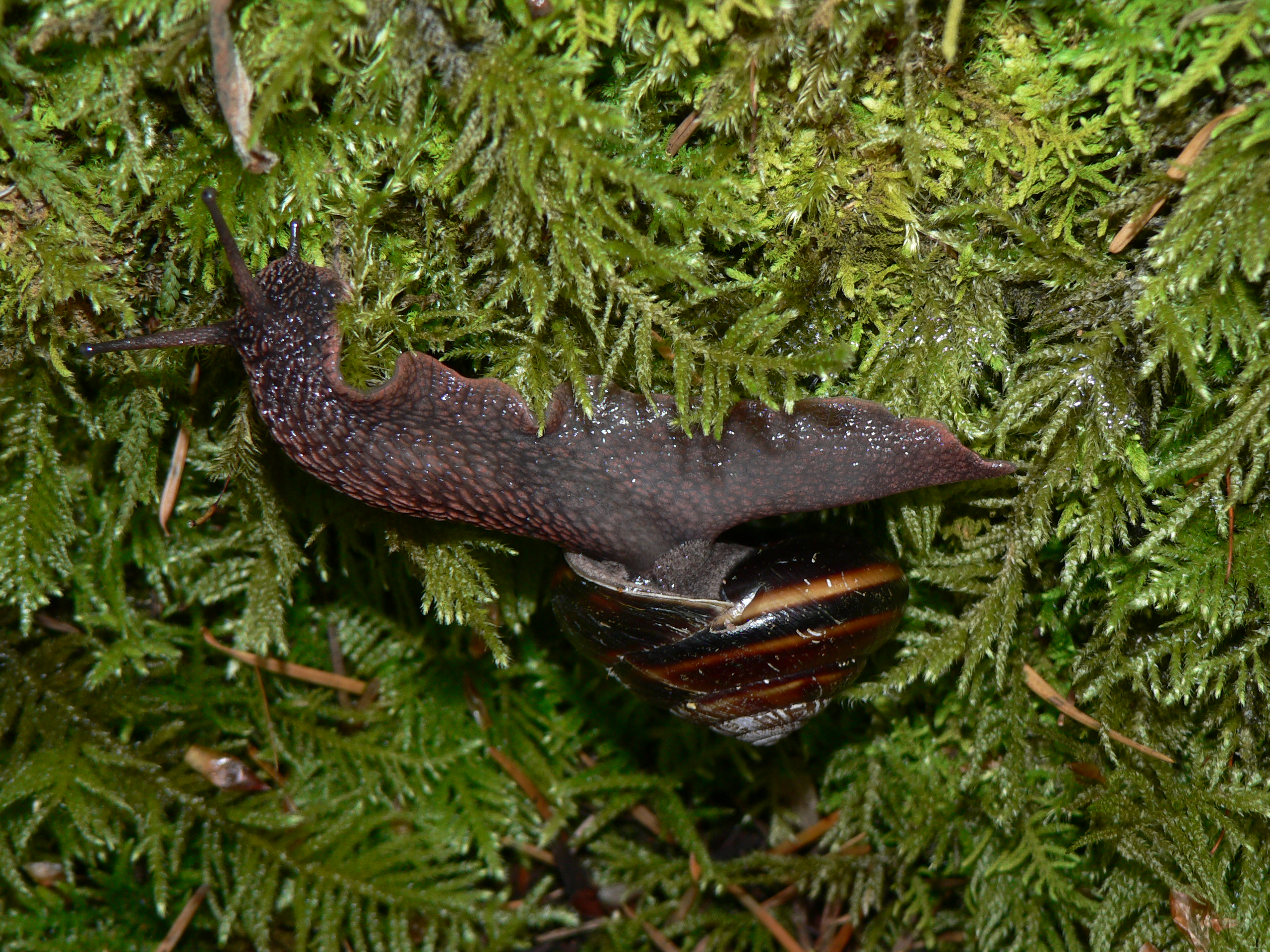